# Lynn Flewelling
Lynn Flewelling (* 20. Oktober 1958 in Presque Isle, Maine als Lynn Elizabeth Beaulieu) ist eine US-amerikanische Autorin von Fantasy-Romanen und Kurzgeschichten.
In Deutschland sind vor allem ihre Romane über die Schattengilde bekannt.

## Leben
Flewelling wuchs in ländlichen Gegenden von Maine auf, lebte an Ost- und Westküste der Vereinigten Staaten und reiste häufig nach Europa. Flewelling studierte an der Universität von Maine, wo sie auch ihren Abschluss in Englisch mit Nebenfach Geschichte machte. Zudem belegte sie am College auch andere Kurse, zum Beispiel Literatur, Veterinärmedizin, Altgriechisch. Nach mehreren unterschiedlichen Arbeitsstellen, darunter Malerin, freiberufliche Lektorin, Büroangestellte, freiberufliche Journalistin und Lehrerin (unter anderem in Creative Writing Kursen) fand sie zum Schreiben.
Sie ist seit 1981 mit Douglas Flewelling verheiratet und hat zwei Söhne. Lynn Flewelling lebt mit ihrer Familie in East Aurora, New York.

## Werk
Besonders beeinflusst haben ihr Schreiben u. a. Sir Arthur Conan Doyle, Mary Renault, Umberto Eco, Stephen King, Peter Straub, Tom Stoppard und Anne Rice.

### Schattengilde
Die Schattengilde (engl. The Nightrunner Series) ist eine Serie, die in einer fiktiven Welt spielt, zu der die Länder Skala, Mycena und Aurënen gehören. Das Land Skala, hauptsächlicher Ort der Handlung, wird von einer Königin regiert und lässt sich kulturell etwa in der Renaissance Europas ansiedeln, allerdings mit eingewebten Fantasie-Elementen wie den "Faie" (ein langlebiges Volk, aber keine Elfen oder Elben), Drachen und Magie.
Die Protagonisten sind Seregil, ein Faie im Exil, und sein Schützling, Freund und Geliebter Alec. Dazu kommen in den ersten beiden Bänden der Zauberer Nysander und Seregils Freund Micum. Im dritten Band übernehmen Micums Tochter Beka und der junge Zauberer Thero die wichtigen Nebenrollen. Band 4, Shadows Return, erschien im Juni 2008. Band 5, The White Road, wurde im Mai 2010 veröffentlicht.
Diese Bücher wurden in zwölf Ländern herausgegeben, darunter Japan, Russland, Spanien und Frankreich.
- Luck in the Shadows, Bantam Spectra 1996, ISBN 0-553-57542-2
  - Das Licht in den Schatten, Bastei-Lübbe 1998, Übersetzerin Susi Grixa, ISBN 3-404-20327-5
- Stalking Darkness, Bantam Spectra 1997, ISBN 0-553-57543-0
  - Der Gott der Dunkelheit, Bastei-Lübbe 1999, Übersetzer Michael Krug, ISBN 3-404-20353-4
- Traitors Moon, Bantam Spectra 1999, ISBN 0-553-57725-5
  - Unter dem Verrätermond, Bastei-Lübbe 2001, Übersetzerin Frauke Meier, ISBN 3-404-20415-8
- Shadows Return, Bantam Spectra 2008, ISBN 978-0-553-90518-2
- The White Road, Spectra / Ballantine Books 2010, ISBN 978-0-553-59009-8
- Casket of Souls, Spectra / Ballantine Books 2012, ISBN 978-0-345-52230-6
- Shards of Time, Del Rey 2014, ISBN 978-0-345-52231-3
- Glimpses, Three Crow Press 2010, ISBN 978-1-4524-6095-6 (Kurzgeschichten über die Protagonisten der Schattengilde)

### Tamir-Trilogie
Die Tamir-Trilogie beschreibt das Leben von Königin Tamir, die aufgrund von Intrigen als Junge aufwächst und erst spät mit ihrem wahren Geschlecht konfrontiert wird.
- The Bone Doll's Twin, Voyager / HarperCollins 2001, ISBN 0-00-711307-2
  - Das Orakel von Skala, Bastei-Lübbe 2003, Übersetzerin: Frauke Meier, ISBN 3-404-20467-0
  - auch: Der verwunschene Zwilling, Otherworld Verlag 2008, Übersetzer Michael Krug, ISBN 3-9026-0707-6
- Hidden Warrior, Bantam Spectra 2003, ISBN 0-553-58342-5
  - Die verborgene Kriegerin Otherworld Verlag 2009, Übersetzer Michael Krug, ISBN 3-902607-09-2
- The Oracle's Queen, Bantam Spectra 2006, ISBN 0-553-58345-X
  - Die prophezeite Königin, Otherworld Verlag 2009, Übersetzer Michael Krug, ISBN 3-902607-18-1

### Sonstige Publikationen
- Letter To Alexi - Prisoners of the Night, 1995
- Raven's Cut Assassin Fantastic anthology, Martin Greenberg and Alex Potter, ed. DAW books. (1. Beitrag)
- The Complete Nobody's Guide to Query Letters Speculations, 1999, SFWA website, The Writer's Guide to Queries, Pitches and Proposals by Moira Allen, Allsworth Press (2001)